# Melody Palette
Albums de Negicco
Rice & Snow
(20 janvier 2015)
EPs par Negicco
Get It On!
(20 juillet 2011)
Compilations par Negicco
Negicco 2003-2012 ~Best~
(22 février 2012)
Singles
1. Koi no Express Train
Sortie : 2 novembre 2011
2. Anata to Pop with You!
Sortie : 20 juin 2012
3. Ai no Tower of Love
Sortie : 13 février 2013
4. Idol Bakari Kikanaide
Sortie : 29 mai 2013

Melody Palette est le premier album studio du trio féminin japonais Negicco sorti en 2013,.

## Détails de l'album
Après plusieurs mini-albums et une compilation sortis auparavant, Negicco sort cet opus considéré comme son premier album studio complet depuis ses débuts. Étant sorti en juillet 2013, cet album célèbre le 10e anniversaire de Negicco comme le groupe d’idoles s'est formé en juillet 2003.
Il sort le 17 juillet 2013 en seule édition ; il atteint la 34e place du classement hebdomadaire des ventes de l'Oricon et s'y maintient pendant quatre semaines.
L’album contient 13 chansons au total, dont plusieurs inédites et leurs quatre derniers singles : Koi no Express Train (2011 ; qui ne sera pas retenue sur la compilation du groupe sortie quelques mois après), Anata to Pop with You! (2012), Ai no Tower of Love et Idol Bakari Kikanaide (2013).
Il inclut aussi une autre nouvelle chanson, Negative Girls!, écrite par Connie (producteur de Negicco) et 2 chansons remixées.

## Interprètes
- Nao☆ (なお☆?)
- Megu (めぐ?)
- Kaede (かえで?)

## Liste de titres
| 1.  | Ai no Tower of Love (愛のタワー・オブ・ラヴ)                                 | 10e single                       |  |
| 2.  | Anata to Pop with You! (あなたとPop With You!)                               | 9e single                        |  |
| 3.  | Idol Bakari Kikanaide (アイドルばかり聴かないで)                             | 11e single                       |  |
| 4.  | Imishin☆Kamo Dakedo (イミシン☆かもだけど)                                    |                                  |  |
| 5.  | Sōshisōai (相思相愛)                                                         |                                  |  |
| 6.  | Koi no Express Train (恋の Express Train)                                    | 8e single                        |  |
| 7.  | Get It On!                                                                   | chanson du mini-album Get It On! |  |
| 8.  | Natashia (ナターシア)                                                        |                                  |  |
| 9.  | Root Seven no Kioku (ルートセヴンの記憶)                                     |                                  |  |
| 10. | Negative Girls! (ネガティヴ・ガールズ！)                                     |                                  |  |
| 11. | Negicco Kara Kimi e (Negiccoから君へ)                                        |                                  |  |
| 12. | Sweet Soul Negi (Grooveman’s Jack Bounce Mix) (スウィート・ソウル・ネギィー) | remix                            |  |
| 13. | Neutrino Love (banvox remix) (ニュートリノ・ラヴ)                            | remix                            |  |